# Józef Kwiatkowski
Józef Kwiatkowski (* 30. listopadu 1950) je bývalý polský fotbalista, záložník.

## Fotbalová kariéra
Začínal týmu Zagłębie Wałbrzych. V roce 1972 přestoupil do týmu Śląsk Wrocław, se kterým v roce 1977 vyhrál polskou ligu a v roce 1976 pohár. Dále hrál jednu sezónu za Górnik Wałbrzych a šest sezón v Rakousku v týmu SV St. Veit an der Glan. V Poháru vítězů pohárů nastoupil v 6 utkáních a dal 3 góly a v Poháru UEFA nastoupil v 16 utkáních a dal 7 gólů. Za polskou reprezentaci nastoupil v letech 1974-1975 v 7 utkáních a dal 1 gól.

## Ligová bilance
| Ročník                                  | Zápasy | Góly | Klub                    |
| --------------------------------------- | ------ | ---- | ----------------------- |
| I Liga 1969/1970                        | 26     | 2    | Zagłębie Wałbrzych      |
| I Liga 1970/1971                        | 24     | 6    | Zagłębie Wałbrzych      |
| I Liga 1971/1972                        | 25     | 2    | Zagłębie Wałbrzych      |
| 2. polská liga 1972/1973                | -      | -    | Śląsk Wrocław           |
| I Liga 1973/1974                        | 27     | 6    | Śląsk Wrocław           |
| I Liga 1974/1975                        | 29     | 8    | Śląsk Wrocław           |
| I Liga 1975/1976                        | 22     | 6    | Śląsk Wrocław           |
| I Liga 1976/1977                        | 27     | 2    | Śląsk Wrocław           |
| I Liga 1977/1978                        | 23     | 3    | Śląsk Wrocław           |
| I Liga 1978/1979                        | 25     | 5    | Śląsk Wrocław           |
| 2. rakouská liga 1980/1981              | -      | 9    | SV St. Veit an der Glan |
| 2. rakouská liga 1981/1982              | -      | 7    | SV St. Veit an der Glan |
| 2. rakouská liga 1982/1983              | -      | 3    | SV St. Veit an der Glan |
| Rakouská fotbalová Bundesliga 1983/1984 | 26     | 3    | SV St. Veit an der Glan |
| 2. rakouská liga 1984/1985              | -      | 3    | SV St. Veit an der Glan |
| 2. rakouská liga 1985/1986              | -      | 2    | SV St. Veit an der Glan |
| CELKEM 1. polská liga                   | 228    | 68   |                         |
| CELKEM Rakouská fotbalová Bundesliga    | 26     | 3    |                         |